# Dobrąg
Dobrąg – osada w Polsce położona w województwie warmińsko-mazurskim, w powiecie olsztyńskim, w gminie Barczewo. Miejscowość wchodzi w skład sołectwa Kromerowo.
W latach 1975–1998 miejscowość administracyjnie należała do województwa olsztyńskiego.
Osada znajduje się w historycznym regionie Warmia.